# う゜
う゚、ウ゚は、う、ウに半濁点を付したもので、特殊な仮名のひとつ。
1944年に文部省が制定した『發音符號』（発音符号）で、「う」の鼻音の表記として使用すると定められた。
『發音符號』では、「通則」の「第六」で次の用に定めている。
第六 語頭の鼻音音節（節）を表はすには、ウの右側上に゜を添へた〔ウ゚〕の符號を用ひる。
| 例 | うまれる〔ウ゚マレル〕生れる | うま〔ウ゚マ〕馬 |
|    | うまい〔ウ゚メ〕梅           |                |

また、同「備考」の「七」にて語頭の「う」は鼻音化して撥音と共通の性質を持つが、本来語中・語末に現れる撥音である「ン」とは異なる音として一般に認識されるから「ウ゚」を使うとする説明が記載されている。
現代の日本語においては一般的な表記ではなく、語頭の鼻濁音には通常「ウ゚」ではなく「ウ」または「ン」が用いられる。